# Symphyodon orientalis
Symphyodon orientalis är en bladmossart som beskrevs av Brotherus och Jean Édouard Gabriel Narcisse Paris 1909. Symphyodon orientalis ingår i släktet Symphyodon och familjen Daltoniaceae. Inga underarter finns listade i Catalogue of Life.